# 墩岭嘴古墓群
墩岭嘴古墓群，位于中国广东省惠州市博罗县福田镇营盘吓杨屋村，为博罗县的一个县级文物保护单位，类型为古墓葬，公布时间为1988年。
墩岭嘴古墓群的历史年代为汉—清。